# District de Murtal
Le district de Murtal est une subdivision territoriale du land de Styrie en Autriche.

## Communes
Le district comprend 20 communes :
- Fohnsdorf
- Gaal
- Hohentauern
- Judenburg
- Knittelfeld
- Kobenz
- Lobmingtal
- Obdach
- Pöls-Oberkurzheim
- Pölstal
- Pusterwald
- Sankt Georgen ob Judenburg
- Sankt Marein-Feistritz
- Sankt Margarethen bei Knittelfeld
- Sankt Peter ob Judenburg
- Seckau
- Spielberg
- Unzmarkt-Frauenburg
- Weißkirchen in Steiermark
- Zeltweg